# Høgholt (Hørmested Sogn)
 For alternative betydninger, se Høgholt. (Se også artikler, som begynder med Høgholt)
Høgholt er en herregård beliggende ca. tre kilometer sydøst for Sindal i Hørmested Sogn i Hjørring Kommune.
I de ældste optegnelser om gården fra 1340 var Høgholt en bondegård, der skødedes til et medlem af slægten Banner. Hvornår gården præcis blev ophøjet til hovedgård er ikke ganske sikkert, men sandsynligvis en gang i perioden 1553-1561. Slægten Banner ejede gården i et par århundreder.
Hovedbygningen, der ligger på et gammelt voldsted omgivet af voldgrave blev fredet i 1988.
Høgholt Gods er på 344 hektar med Store Vestermark.

## Ejere af Høgholt
- (1340-1342) Aage Pedersen
- (1342-1345) Erik Nielsen Banner
- (1345-1360) Brune Eriksen Banner
- (1360-1400) Erik Brunesen Banner
- (1400-1425) Brune Erik Eriksen Banner
- (1425-1443) Niels Eriksen Banner
- (1443-1474) Enke Fru Johanne Banner
- (1474-1486) Anders Nielsen Banner
- (1486-1488) Erik Andersen Banner
- (1488) Karen Steensdatter Gøye gift (1) Banner (2) Høg(Banner)
- (1488-1524) Niels Eriksen (Banner) Høg
- (1524-1554) Erik Eriksen (Banner) Høg
- (1554) Karen Eriksdatter Høg
- (1554-1582) Gregers Truidsen Ulfstand gift med Karen Høg
- (1582-1611) Karen Eriksdatter Høg gift Ulfstand
- (1611-1613) Hilleborg Gregersdatter Ulfstand gift med Sivert Grubbe
- (1613-1629) Sivert Grubbe
- (1629-1631) Else Sivertsdatter Grubbe gift Beck
- (1631-1634) Sivert Sivertsen Grubbe
- (1634-1640) Jokum Beck
- (1640-1656) Sophie Stensdatter Brahe gift Dyre
- (1656-1659) Lisbet Jørgensdatter Lunge Dyre gift Rosenkrantz
- (1659-1681) Erik Rosenkrantz
- (1681-1687) Erik Eriksen Rosenkrantz
- (1687) Albert Bille
- (1687-1706) Eiler Ejlersen Holm
- (1706-1746) Jesper de Jespersen
- (1746-1774) Niels Bentsen de Jespersen
- (1774-1775) Else Cathrine Kjelden gift de Jespersen
- (1775-1801) Kancelliråd Henrik Henriksen
- (1801-1803) Arent Hassel Rasmussen
- (1803-1828) Jørgen Fevejle
- (1828-1840) Peder Christian Langvad gift med Jensine Fevejle [3]
- (1840-1844) Jensine Feveile (enke eft Langvad)
- (1844) Rasmus Ludvig Riis / A. Faurskov / A. Basse

I 1845 var der en forvalter ved navn Hans Degner
- (1844-1856) Rasmus Ludvig Riis gift med Katrine Møldrup[3]
- (1856-1865) Georg Wilken Hornemann
- (1865-1899) Frederik Christian Ferdinand Tutein gift med Jensine Christine Ørtoft (1) Veed-fald (2) Tutein
- (1899-1901) Christian Olesen
- (1901-1904) A.P. Hansen
- (1904-1910) Niels Brüel
- (1910) Johannes Kjærgaard
- (1910-1912) N. Th. Mogensen
- (1912) P. Rinde
- (1912-1916) Rudolf Ovesen
- (1916-1920) Jacob Jørgen Jespersen
- (1920-1941) Christian Hansen
- (1941-1943) Jens Krøjgaard
- (1943) Konsortium
- (1943-1954) V. H. Thomsen
- (1954-1955) G. Berg Andersen
- (1955-1963) G. K. Bang Sørensen / Halvor Bang Sørensen
- (1963-1985) Halvor Bang Sørensen
- (1985-) Per Kirketerp Nielsen